# Rudolf Nussgruber
Rudolf Hans Raimund Nussgruber (né le 7 avril 1918 à Vienne, mort le 26 juillet 2001 dans la même ville) est un réalisateur autrichien de cinéma et de télévision.

## Biographie
Fils de l'industriel Gottfried Nussgruber et de sa femme Léopoldine, il est élève du séminaire Max-Reinhardt ainsi que de Académie de musique et des arts du spectacle de Vienne et la Höhere Graphische Bundes-Lehr- und Versuchsanstalt.
Pendant la Seconde Guerre mondiale, il commence à travailler comme assistant réalisateur chez Prag-Film (par exemple en 1944 sur le film policier inachevé Leuchtende Schatten du réalisateur Géza von Cziffra). Il conserve ce métier lors de la renaissance du cinéma autrichien après la guerre, notamment encore avec Géza von Cziffra. Il assiste d'autres réalisateurs vétérans tels que Karl Hartl, Ernst Marischka, Rolf Thiele, Werner Jacobs et Rudolf Schündler. Alors qu'il est encore assistant au milieu des années 1950, Rudolf Nussgruber est pour la première fois chargé de la mise en scène de deux productions commerciales de divertissement. Sa participation au péplum Le Massacre de la Forêt-Noire n'est pas mentionnée au générique.
Par la suite, Nussgruber travaille exclusivement pour la télévision allemande et autrichienne. Il tourne des productions individuelles, de préférence des téléfilms ambitieux avec un arrière-plan historique contemporain comme Die Kuba-Krise 1962. Il se retire à 70 ans.
Nussgruber épouse en 1964 l'actrice Anita Gutwell.

## Filmographie
Cinéma
- 1955 : Sonnenschein und Wolkenbruch
- 1956 : Liebe, Schnee und Sonnenschein (de)
- 1962 : Le Voyage inoubliable (documentaire, réalisation avec Hermann Leitner)
- 1963 : Heute kündigt mir mein Mann (de) (réalisation avec Peter Goldbaum)
- 1967 : Le Massacre de la Forêt-Noire (réalisation avec Ferdinando Baldi)

Téléfilms
- 1967 : Zum Chanson ein Café
- 1968 : Carl Schurz
- 1969 : Die Kuba-Krise 1962 (de)
- 1970 : Friedrich III. ’...gestorben als Kaiser’
- 1970 : Claus Graf Stauffenberg
- 1970 : General Oster - Verräter oder Patriot?
- 1970 : Die U-2-Affäre
- 1971 : Sacro Egoismo oder Der Bruch der Achse - Der Kriegsaustritt Italiens im Jahre 1943 (documentaire)
- 1971 : Kaiser Karls letzte Schlacht
- 1972 : Das bin ich - Wiener Schicksale aus den 30er Jahren: Österreich zwischen Demokratie und Diktatur
- 1972 : Die Pueblo-Affaire
- 1972 : Max Hölz. Ein deutsches Lehrstück (de)
- 1977 : Das Projekt Honnef
- 1979 : Der Schuft, der den Münchhausen schrieb
- 1983 : Geheimsender 1212
- 1984 : August der Starke (de)
- 1984 : Ein Mann namens Parvus
- 1985 : Der Hund im Computer

Séries télévisées
- 1963 : Meine Sünden - deine Sünden (trois épisodes)
- 1963-1964 : Interpol (cinq épisodes)
- 1964-1965 : Immer Ärger mit der Wirtin (treize épisodes)
- 1966 : Geheimagent Tegtmeier (trois épisodes)
- 1967 : Von null Uhr eins bis Mitternacht (de) (treize épisodes)
- 1973 : Die Kriminalerzählung (trois épisodes)
- 1976 : Geburtstage (deux épisodes)
- 1980-1989 : Ringstraßenpalais (de)
- 1985 : Schöne Ferien – Urlaubsgeschichten aus Mallorca (de)
- 1985 : Schöne Ferien – Urlaubsgeschichten aus Portugal (de)